# Channel Glacier
Channel Glacier är en glaciär i Antarktis. Den ligger i Västantarktis. Argentina, Chile och Storbritannien gör anspråk på området. Channel Glacier ligger 267 meter över havet.
Terrängen runt Channel Glacier är huvudsakligen kuperad, men åt sydost är den platt. Havet är nära Channel Glacier österut. Trakten är obefolkad. Det finns inga samhällen i närheten. 